# 水明町

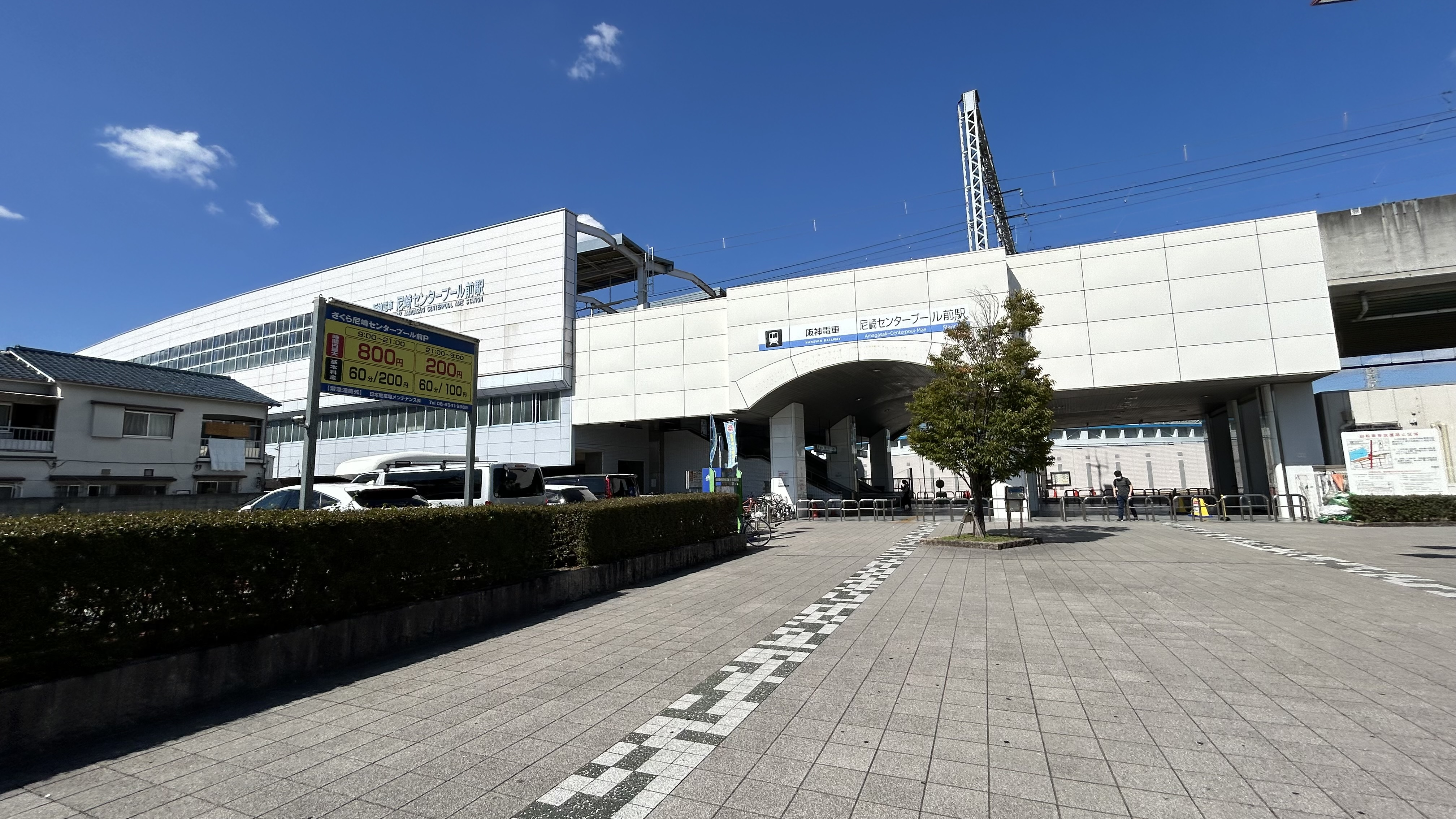
尼崎センタープール前駅南口

水明町（すいめいちょう）は、兵庫県尼崎市にある町丁。丁目はなし。郵便番号は660-0082。

## 地理
東は蓬川町、西は大庄西町、南は道意町、北は大庄中通・琴浦町と隣接している。

## 交通

### 鉄道
- 阪神本線
  - (西宮市武庫川町)-尼崎センタープール前駅-(竹谷町)

### バス
| 業者     | 路線名 | 起点     | 町内の停留所                 | 終点   | 備考       |
| -------- | ------ | -------- | ---------------------------- | ------ | ---------- |
| 阪神バス | 30     | 阪急塚口 | (琴浦町)-尼崎競艇場-(道意町) | 武庫川 |            |
| 阪神バス | 60     | JR立花   | (琴浦町)-尼崎競艇場-(道意町) | 末広町 | 本数は極少 |

## 校区
出典:
| 区域 | 小学校     | 中学校     |
| ---- | ---------- | ---------- |
| 全域 | 大庄小学校 | 大庄中学校 |

## 施設
- 阪神尼崎センタープール前駅
- 尼崎競艇場
- 水明公園